# Stambołowo (obwód Chaskowo)
Stambołowo (bułg. Стамболово) – wieś w Bułgarii, w obwodzie Chaskowo, siedziba administracyjna gminy Stambołowo. Według danych szacunkowych Ujednoliconego Systemu Ewidencji Ludności oraz Usług Administracyjnych dla Ludności, 15 czerwca 2020 roku miejscowość liczyła 696 mieszkańców.